# La Neuville-aux-Bois
La Neuville-aux-Bois è un comune francese di 161 abitanti situato nel dipartimento della Marna, nella regione del Grand Est.

## Società

### Evoluzione demografica
Abitanti censiti